# 2015-ös angol labdarúgó-ligakupa-döntő
A 2014–15-ös EFL Cup döntőjét 2015. március 1-jén a londoni Wembley Stadionban játszotta a Chelsea és a Tottenham Hotspur. A két csapat 2008-ban is egymás ellen mérkőzött a Ligakupa döntőjében.
John Terry és Diego Costa góljaival a Chelsea nyerte a trófeát, akiknek ez volt az első kupagyőzelmük José Mourinho második kinevezését követően.

## A mérkőzés
| 2015. március 1. 16:00 GMT |

| Chelsea             | 2–0               | Tottenham Hotspur |
| ------------------- | ----------------- | ----------------- |
| Terry 45' Costa 56' | (1–0) Jegyzőkönyv |                   |

| Wembley Stadion, London Nézőszám: 89 294 Játékvezető: Anthony Taylor |

| Chelsea | Tottenham Hotspur |

| GK            | 1  | Petr Čech          |     |       |
| RB            | 2  | Branislav Ivanović |     |       |
| CB            | 24 | Gary Cahill        |     |       |
| CB            | 26 | John Terry (c)     |     |       |
| LB            | 28 | César Azpilicueta  |     |       |
| DM            | 5  | Kurt Zouma         | 72' |       |
| CM            | 7  | Ramires            |     |       |
| CM            | 4  | Cesc Fàbregas      |     | 88'   |
| RW            | 22 | Willian            | 70' | 76'   |
| LW            | 10 | Eden Hazard        |     |       |
| CF            | 19 | Diego Costa        |     | 90+3' |
| Cserék:       |    |                    |     |       |
| GK            | 13 | Thibaut Courtois   |     |       |
| DF            | 3  | Filipe Luís        |     |       |
| DF            | 6  | Nathan Aké         |     |       |
| MF            | 8  | Oscar              |     | 88'   |
| MF            | 23 | Juan Cuadrado      | 85' | 76'   |
| FW            | 11 | Didier Drogba      |     | 90+3' |
| FW            | 18 | Loïc Rémy          |     |       |
| Menedzser:    |    |                    |     |       |
| José Mourinho |    |                    |     |       |

| GK                  | 1  | Hugo Lloris (c)    |     |     |
| RB                  | 2  | Kyle Walker        |     |     |
| CB                  | 15 | Eric Dier          | 31' |     |
| CB                  | 5  | Jan Vertonghen     |     |     |
| LB                  | 3  | Danny Rose         |     |     |
| CM                  | 42 | Nabil Bentaleb     | 78' |     |
| CM                  | 38 | Ryan Mason         |     | 71' |
| RW                  | 17 | Andros Townsend    |     | 62' |
| AM                  | 23 | Christian Eriksen  |     |     |
| LW                  | 22 | Nacer Chadli       |     | 80' |
| CF                  | 18 | Harry Kane         |     |     |
| Cserék:             |    |                    |     |     |
| GK                  | 13 | Michel Vorm        |     |     |
| DF                  | 21 | Federico Fazio     |     |     |
| DF                  | 33 | Ben Davies         |     |     |
| MF                  | 11 | Erik Lamela        |     | 71' |
| MF                  | 19 | Mousa Dembélé      |     | 62' |
| MF                  | 25 | Benjamin Stambouli |     |     |
| FW                  | 9  | Roberto Soldado    |     | 80' |
| Menedzser:          |    |                    |     |     |
| Mauricio Pochettino |    |                    |     |     |

| A mérkőzés legjobbja - John Terry (Chelsea) Játékvezetők - Asszisztensek: - Lee Betts - Dave Bryan - Negyedik játékvezető: Craig Pawson - Tartalék játékvezető: Andy Halliday | Szabályok - 90 perc rendes játékidő - 30 perc hosszabbítás döntetlen esetén - Tizenegyesek, ha a hosszabbítás végén is döntetlen az állás - Hét cserejátékos nevezhető, maximum három bevethető |